# Городское поселение Андреевка
Городско́е поселе́ние Андре́евка — упразднённое муниципальное образование в Солнечногорском муниципальном районе Московской области.
Административный центр и крупнейший населённый пункт — посёлок городского типа Андреевка.

## География
Граничит с Соколовским, Пешковским и Кутузовским сельскими поселениями, городским поселением Поварово, Зеленоградским административным округом города Москвы, а также Ермолинским сельским поселением и городским поселением Снегири Истринского района.
Площадь территории городского поселения составляет 6421 га (64,21 км²).

## Население
| 2006    | 2007    | 2008    | 2009    | 2010    | 2011    |
| ------- | ------- | ------- | ------- | ------- | ------- |
| 12 581  | ↗13 546 | ↗13 794 | ↗14 002 | ↗15 543 | ↗16 606 |
| 2012    | 2013    | 2014    | 2015    | 2016    | 2017    |
| →16 606 | ↗16 969 | ↗17 219 | ↗17 613 | ↗17 743 | ↗18 291 |
| 2018    | 2019    |         |         |         |         |
| ↗18 906 | ↗19 497 |         |         |         |         |

## История
Городское поселение Андреевка как самостоятельное муниципальное территориальное образование в границах территории Солнечногорского муниципального района образовалось с 01.01.2006 г.
Границы территории городского поселения установлены законом Московской области от 21.01.2005 г № 27/2005-ОЗ
«О статусе и границах Солнечногорского муниципального района и вновь образованных в его составе муниципальных образований».
Законом Московской области № 246/2018-ОЗ от 28 декабря 2018 года, с 9 января 2019 года все городские и сельские поселения Солнечногорского муниципального района были упразднены и объединены в новое единое муниципальное образование городской округ Солнечногорск

## Состав городского поселения
В состав городского поселения входят посёлок городского типа Андреевка и 8 населённых пунктов упразднённых Андреевского и Соколовского сельских округов:
| № | Населённый пункт | Тип населённого пункта                  | Население |
| - | ---------------- | --------------------------------------- | --------- |
| 1 | Алабушево        | село                                    | ↗3170     |
| 2 | Андреевка        | рабочий посёлок, административный центр | ↗10 442   |
| 3 | Бакеево          | деревня                                 | ↗64       |
| 4 | Баранцево        | деревня                                 | ↗52       |
| 5 | Голубое          | деревня                                 | ↗8039     |
| 6 | Горетовка        | деревня                                 | ↗59       |
| 7 | Жилино           | деревня                                 | ↗109      |
| 8 | Жилино           | деревня                                 | ↘44       |
| 9 | Общественник     | деревня                                 | ↗71       |